# Stephen Downes

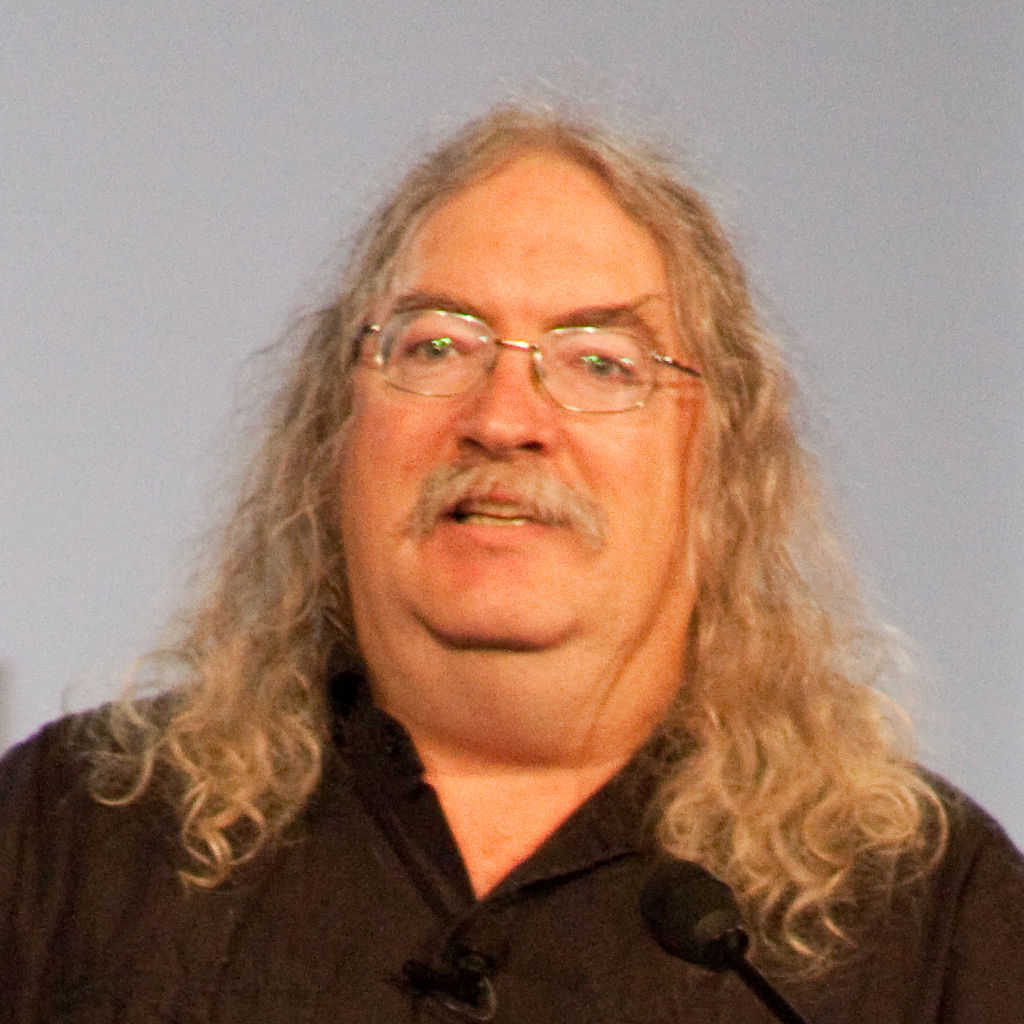
Stephen Downes.

Stephen Downes (6 de Abril de 1959) é um designer e comentador no campo da aprendizagem utilizando as tecnologias digitais. Downes tem explorado e promovido o uso educacional de computadores e de tecnologias ligadas à Internet desde 1995. Em 2008, Downes e George Siemens projetaram e construíram um curso aberto online referido como "marco no pequeno mas crescente 'ensino aberto'".
Nascido em Montreal (Quebec, Canada), Downes viveu e trabalhou pelo Canadá antes de se juntar ao Conselho Nacional de Pesquisa do Canadá como um pesquisador sênior em Novembro de 2001.
Stephen foi o ganhador do The Edublog Awards pelo Melhor Blog Individual de 2005 com seu blog OLDaily, é editor do International Journal of Instructional Technology and Distance Learning. e foi um dos apresentadores do Online Connectivism Conference em fevereiro de 2007. Foi instrutor do primeiro Curso Online Aberto e Massivo (MOOC) de Conectividade em 2008.
Stephen concorreu a prefeito de Brandon (Manitoba) nas eleições de 1995, quando trabalhava na Faculdade Comunitária Assiniboine. Membro do Novo Partido Democrático de Manitoba, ele concorreu com uma plataforma à esquerda do atual prefeito, Rick Borotsik.
Também em 1995, Stephen publicou o Guia de Falácias Lógicas do Stephen, que se tornou uma referência sobre o assunto, sendo traduzido para várias línguas